# Château de Condé
Pour les articles homonymes, voir Condé et ruines du château de Condé-sur-Moselle.
Le château de Condé est un domaine privé habité toute l'année situé à Condé-en-Brie (Aisne), sur la route du Champagne, à 100 km à l'est de Paris.
L'édifice est classé au titre des monuments historiques par arrêté du 18 octobre 1979.
À la demande des Bourbon, des princes de Savoie puis du marquis de La Faye, les plus prestigieux artistes comme Watteau et ses élèves Lancret, Pater ou Bonaventure de Bar, Boucher ou Oudry réalisèrent ses somptueux décors des XVIIe et XVIIIe siècles. Ce château permet d'évoquer une partie de l'histoire de France au travers de personnages illustres comme les Condé, les Savoie, La Fontaine ou Richelieu, sans oublier Olympe et ses « poudres » mystérieuses…
L'aile Watteau et ses fresques découvertes récemment, la chambre de Richelieu, les appartements privés et l'exceptionnel salon décoré par Oudry constituent les attractions phares du château.

## Historique
La proximité du confluent de la Dhuis et du Surmelin, affluent de la Marne va donner son nom au village de Condé-en-Brie. En effet la racine du mot Condé provient du toponyme d'origine gauloise Condate signifiant étymologiquement « confluent ».
Habité depuis les temps les plus reculés, ce lieu servit de théâtre en 500 à un combat opposant les Senones aux Condruses. D'importants vestiges de cette époque subsistent dans les fondations du château. Ce sont probablement ceux d'une villa gallo-romaine. Le bienheureux Jean de Montmirail fut le premier seigneur de Condé. Ce n'était alors qu'un fief noble ayant haute et basse justice et autorisation de fourches patibulaires. Son gendre, Enguerrand III de Coucy construisit en 1200 le premier château digne de ce nom. Les murs de deux mètres d'épaisseur et les larges archères témoignent de cette période. Marie de Coucy, dernière de cette lignée, apporte en 1400 à son mari, le comte de Bar, les terres de Condé qui passent ensuite, toujours par le jeu des alliances, à la maison de Luxembourg. En 1487, la maison de Bourbon entre en possession de la seigneurie par le mariage de Marie de Luxembourg avec François de Bourbon, comte de Vendôme. Celle-ci passe ensuite à l'un de ses fils, Louis dit le cardinal de Bourbon-Vendôme, abbé de Saint-Denis, archevêque de Sens, évêque de Laon et de Luçon. Ce dernier transforme le château des Coucy en un très grand rendez-vous de chasse Renaissance dont l'édifice actuel ne représente plus qu'environ les deux tiers de la surface initiale. Ses armes surmontées du chapeau de cardinal, figurent encore au fronton d'une porte et d'une cheminée.

### Le berceau de la maison de Condé
Le château, encore fermé autour d'une cour carrée, était lui-même entouré de murs qui s'étendaient jusqu'à deux bâtiments de cette époque : la « porterie » à l'ouest et la « capitainerie » à l'est, ancien logement du capitaine des gardes sous lequel étaient situées les prisons dont il subsiste encore la lourde porte et les verrous impressionnants. De nombreux souterrains, dont certains pourraient encore être réutilisés, reliaient entre eux les différents bâtiments au bord de la rivière. Louis, neveu  du cardinal de Bourbon-Vendôme qui fut son tuteur se fit appeler « Monsieur le Prince ». Couramment désigné sous le nom de prince de Condé, ce titre lui resta  sans doute parce qu'il affectionnait ce lieu après y avoir passé une partie de son enfance. À la mort de son oncle en 1556, il hérita des terres de Condé qui s'étendaient sur plus d'une dizaine de villages. Sa première épouse, Éléonore de Roye, y éleva ses enfants. Elle y mourut en 1564, après avoir été quelque peu délaissée par le prince, chef du parti huguenot. Après son assassinat à Jarnac par le capitaine Joseph François Montesquiou-Fezensac d'Artagnan en 1569, la principauté de Condé resta dans la maison de Bourbon jusqu'en 1624 date à laquelle elle passa à celle de Savoie par le mariage de Marie de Bourbon-Condé avec Thomas de Savoie-Carignan.
Le château de Condé qui a le privilège d'avoir donné son nom à l'une des branches les plus illustres de la maison de Bourbon, connut alors un sort moins enviable. En 1711, Louis XIV confisqua les biens des Savoie en France, sans doute pour se venger des échecs que lui avait fait subir le prince Eugène à la tête des armées autrichiennes. Le château mis sous séquestre, fut occupé militairement de 1711 à 1719 et se trouva en fort mauvais état quand il fut acheté par Jean-François Leriget de La Faye.

### Jean-François Leriget de La Faye
Jean-François Leriget de La Faye doué de nombreux talents fut à la fois un financier, un homme de lettres et un diplomate au service du roi Louis XIV et du Régent.
Administrateur de la Compagnie des Indes, membre de l'Académie française, il fut aussi chef du Cabinet royal et conseiller particulier du roi. À ce titre, il était chargé de missions importantes, entre autres, celle de chercher une épouse pour le jeune Louis XV. Déjà propriétaire à Paris de deux hôtels où il donnait des réceptions littéraires, il voulut jouir d'une résidence « des champs » en transformant Condé à la mode du XVIIIe siècle.
Il en confia la réalisation à Servandoni, l'un des architectes du palais Farnèse à Rome, maître du trompe-l'œil et spécialiste du décor de théâtre mobile. Celui-ci donna au château son aspect actuel. Il ne conserva que les trois bâtiments entourant la cour d'honneur. En supprimant la quatrième aile qui fermait la cour, il y fit entrer le soleil. Il refit les toitures et voulut donner à la façade l'aspect symétrique au goût du jour, mais il se heurta à la partie du XIIIe siècle et l'épaisseur des murs l'obligea à exercer son talent de trompe-l'œil en faisant des fausses fenêtres sur une partie de la façade. Il fut également chargé de décorer l'intérieur. Il remplaça l'escalier de pierre Renaissance par un vaste escalier d'honneur mettant en valeur les toilettes (modes vestimentaires) de l'époque. Il décora lui-même le grand salon central, consacré au théâtre et à la musique. Ses toiles peintes à la manière des décors de théâtre sont tendues sur les quatre murs, reproduisant en trompe-l'œil des statues de Girardon exécutées pour le parc de Versailles et des scènes mythologiques, copies des fresques du palais Farnèse.
Le marquis de la Faye, grand collectionneur de tableaux, obtint en outre le concours de peintres célèbres de l'époque. Jean-Baptiste Oudry peignit pour un autre grand salon quatre magnifiques tableaux représentant des retours de chasse et de pêche. Les autres pièces furent décorées par Watteau et ses élèves ; Pater, Lancret et Bonaventure de Bar, ainsi que Lemoyne et ses élèves. Malgré les destructions de la guerre de 1914, de nombreuses peintures sont restées en bon état de conservation tandis que d'autres ont été restaurées avec soin grâce au concours d'ateliers prestigieux. Ce travail de décoration fut poursuivi par son neveu et héritier, Jean-François II Lériget de la Faye dont la fille épousa le comte de la Tour du Pin Lachaux.
C'est elle qui, à la mort de son père, hérita du château et des terres de Condé qui lui appartint jusqu'en 1814, date à laquelle, sa cousine germaine, la comtesse de Sade, par héritage, en devint propriétaire.

### De la famille de Sade aux propriétaires actuels
Son fils, Xavier de Sade, député de l'Aisne sous la Restauration et la monarchie de Juillet lui succéda. Par sa sœur, devenue belle-fille du marquis de Sade par son mariage avec un cousin éloigné, le château entra en possession des descendants du « divin marquis. »
Les deux invasions successives ont marqué gravement le château de Condé. Situé en 1914 près du front de la Marne, il fut pris et repris et les obus ne l’épargnèrent pas. Entre 1940 et 1945 le château fut occupé pendant toute la guerre, bombardé et pillé. Les œuvres d’art de plus grande valeur furent sauvées en toute dernière extrémité. Lorsque la famille de Sade reprit possession du château en 1946, ils entreprirent une restauration complète de celui-ci. Cette restauration se déroula en trois phases :
- de 1946 à 1958 : reconstruction des portes et fenêtres du château, réparation des dégâts importants de la toiture, remblaiement et dessin de l’environnement du château ;
- de 1959 à 1968 : remise en état et réinstallation des pièces destinées à la visite, fin de la restauration des toitures, réinstallation de l’eau dans le château ;
- de 1969 à 1980 : réfection des plafonds (salle Servandoni, chambre de Richelieu, salon des Oudry), restauration des toiles de la salle Servandoni et  des tableaux du salon des Oudry, restauration complète des salles du rez-de-chaussée.

Une fois le gros œuvre terminé, la famille de Sade entreprit d’ouvrir le château à la visite et de proposer un certain nombre d’événements autour de celui-ci, parmi lesquels :
- de nombreux concerts : Régis Chenut (harpe), Aimée Van de Wiele (clavecin), Jean-Philippe Collard (piano), Trio Fontanarosa, Trio à cordes français, Maurice André (trompette)[6] ;
- en juin 1977 le tournage du film Jean de La Fontaine de Jacques Vigoureux, Jean Orieux et Gérard Pignol avec Pierre Vernier et Bérangère Dautun notamment ;
- les 5e et 6e rallyes des Champions « Moët-Ford » avec de nombreux pilotes de Formule 1, de rallyes et des personnalités du monde de la culture et des arts[7] ;
- la première édition du challenge Mercier pour montgolfière avec le baptême de la montgolfière « Bulle d’Or »[8] ;
- différentes expositions notamment d’Art Sacré parmi les premières en France.

Après l'épreuve des deux grandes guerres, qui endommagèrent gravement le château, ils commencèrent l'œuvre de restauration toujours en cours, le faisant classer au titre des monuments historiques en 1979. Les Sade possédèrent ces lieux jusqu'en 1983. Le nouveau propriétaire, Alain Pasté (ou Paté) de Rochefort poursuit l'œuvre entreprise par ses prédécesseurs jusqu'à sa disparition accidentelle en 1993. Depuis, sa femme aidée de ses enfants poursuit l'œuvre de restauration. C'est dans un esprit de continuité que l'ensemble des travaux réalisés à Condé sont menés,,.

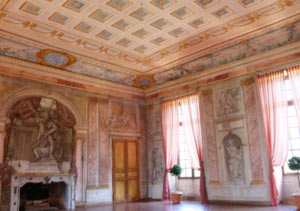
La salle décorée par Servandoni.
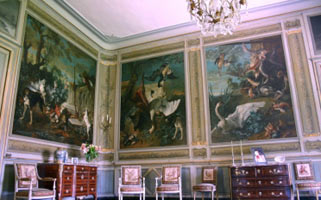
Le salon décoré par Jean-Baptiste Oudry (détail).
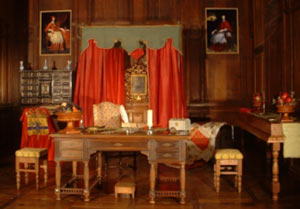
La chambre du Cardinal de Richelieu.
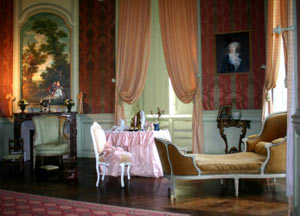
La chambre d'Olympe Mancini, princesse de Savoie-Carignan.
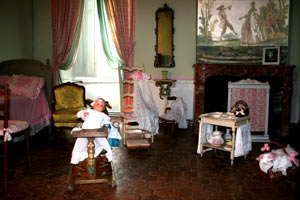
La chambre du Musicien (détail de l'aile Watteau).
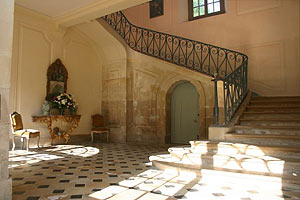
L'escalier d'honneur.
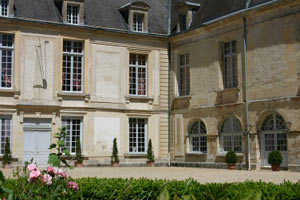
La cour d'honneur (détail).

## Pour approfondir